# Erling Aastad
Erling Aastad (voller Name Erling Rudolf Aastad, * 2. März 1898 in Oslo; † 30. Juni 1963 ebenda) war ein norwegischer Leichtathlet.
Erling Aastad, der für die Vereine Fagforeningernes TIF und Torodd IF startete, war sowohl als Sprinter als auch als Weitspringer aktiv. Über 100 Meter wurde er 1925 norwegischer Vizemeister. Seine Bestzeit lag bei 10,9 Sekunden, die er am 23. August 1925 in Trondheim bei der Vizemeisterschaft erzielte. Aastad wurde seit 1920 auch in der norwegischen Sprintstaffel eingesetzt. Am 11. September 1920 lief die Staffel in der Besetzung Bjarne Guldager, Aastad, Asle Bækkedal und Rolf Stenersen mit 43,2 Sekunden so schnell wie noch keine Nationalstaffel vor ihr. Dieser Rekord hatte fast 15 Jahre Bestand.
Als Weitspringer war Aastad erfolgreicher. Siebenmal wurde er norwegischer Meister, sechsmal davon in Folge. Die erste Meisterschaft konnte er 1920 feiern. Erst fünf Jahre später gelang ihm der Gewinn des zweiten Meistertitels. Den Titel verteidigte er fünfmal erfolgreich. Am 4. September 1921 stellte er in Oslo mit 7,22 Metern einen neuen norwegischen Landesrekord auf, der erst im August 1922 gebrochen wurde. Am 12. August 1925 sprang Erling Aastad in Oslo mit 7,45 Metern wieder norwegischen Landesrekord. Diesmal hatte der Rekord neun Jahre Bestand.
Das norwegische NOK nominierte Erik Aastad für die Teilnahme an den Olympischen Spielen 1920 in Antwerpen. Am 17. August trat Aastad im Weitsprung an. Mit 6,62 m wurde er Sechster und qualifizierte sich für das Finale am gleichen Tag. Im Finale verbesserte er sich auf 6,885 m (gemessen wurde im anglo-amerikanischen Maßsystem) und wurde am Ende Fünfter. Am 21. August wurde die norwegische Sprintstaffel in der Besetzung Bjarne Guldager, Aastad, Asle Bækkedal und Rolf Stenersen im Vorlauf disqualifiziert.
Auch an den Spielen 1924 in Paris und 1928 in Amsterdam nahm Aastad teil. In beiden Fällen trat er jedoch nur noch im Weitsprung an. In Paris erreichte er am 8. Juli 1924 mit einer Weite von 6,72 m Platz 13. In Amsterdam reichten seine 7,07 m am 31. Juli 1928 nur für Platz 14.
Nach seiner aktiven Karriere arbeitete Erling Aastad von 1945 bis 1949 als Manager und Buchhalter in der Finanzabteilung des norwegischen Leichtathletik-Verbandes NFIF (Norges Friidrettsforbund). Später war er in einem technischen Unternehmen tätig. Erling Aastad verstarb am 30. Juni 1963 in Oslo.